# Anagyris
Anagyris es un género de plantas con diez especies perteneciente a la familia Fabaceae. Es originario de Macaronesia y de la región del Mediterráneo.

## Descripción
Es un arbusto o pequeño árbol que alcanza un tamaño de hasta 3 m de altura, de olor desagradable. Folíolos lanceolado-elípticos. Corola amarilla, con estandarte aproximadamente de la mitad de la longitud de las alas, variegado. Legumbre de 80-150 x 10-20 mm. Semillas oscuras. Tiene un número de cromosomas de 2n= 18. Florece y fructifica de diciembre a febrero.

## Taxonomía
El género fue descrito por Carlos Linneo y publicado en Species Plantarum 1: 374. 1753.
Etimología
Anagyris: nombre genérico que deriva del griego (onógyros), latinizado anagyris  en Dioscórides y Plinio el Viejo, según parece, refiriéndose al hediondo o altramuz hediondo (Anagyris foetida L.).

## Especies
- Anagyris barbata
- Anagyris cretica
- Anagyris foetida
- Anagyris glauca
- Anagyris indica
- Anagyris inodora
- Anagyris latifolia
- Anagyris neapolitana
- Anagyris nepalensis
- Anagyris sinensis